# 塞尔河畔阿西斯
塞尔河畔阿西斯（法語：Assis-sur-Serre）是法国皮卡第大区埃纳省的一个市镇，属于拉昂区塞尔河畔克雷西县。该市镇2009年时的人口为222人。

## 人口
塞尔河畔阿西斯人口变化图示
| 数据来源：INSEE |